# Fuggerei

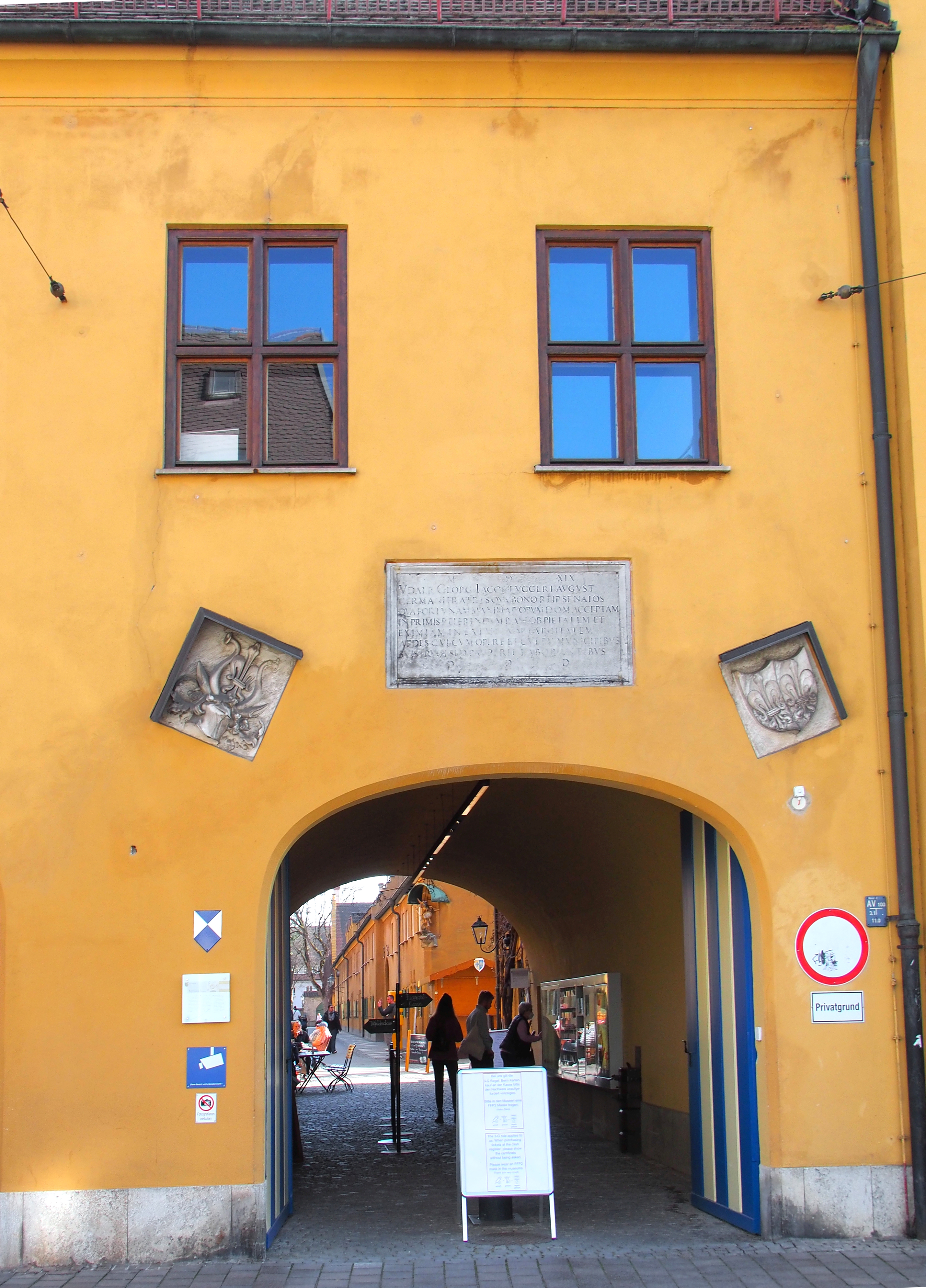
Eingang zur Fuggerei mit Wappen der Fugger

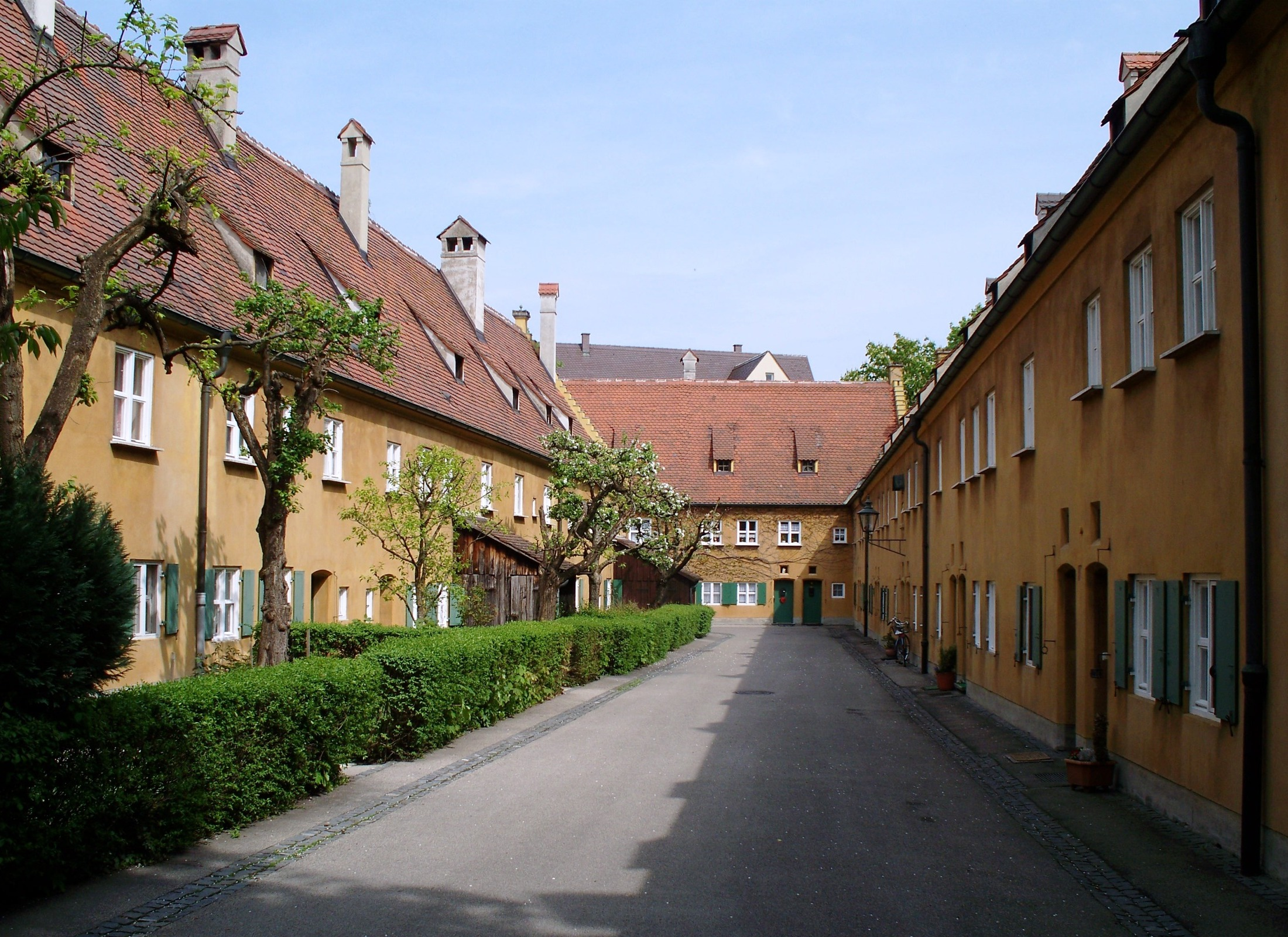
Die Fuggerei in Augsburg (2010)

Die Fuggerei in Augsburg ist eine der ältesten bestehenden Sozialsiedlungen der Welt. Die Reihenhaussiedlung stiftete Jakob Fugger „der Reiche“ im Jahr 1521. Heute wohnen in den 140 Wohnungen der 67 Häuser 150 bedürftige katholische Augsburger Bürger für eine Jahres(kalt)miete von 0,88 Euro. Sie sprechen dafür täglich einmal ein Vaterunser, ein Glaubensbekenntnis und ein Ave Maria für den Stifter und die Stifterfamilie Fugger. Bis heute wird die Sozialsiedlung aus dem Stiftungsvermögen Jakob Fuggers unterhalten. Das Fürstlich und Gräflich Fuggersche Familienseniorat fungiert als Aufsichtsgremium der Fürstlich und Gräflich Fuggerschen Stiftungs-Administration, die die Fuggerei und acht Fuggersche Stiftungen betreut.

## Geschichte der Fuggerei

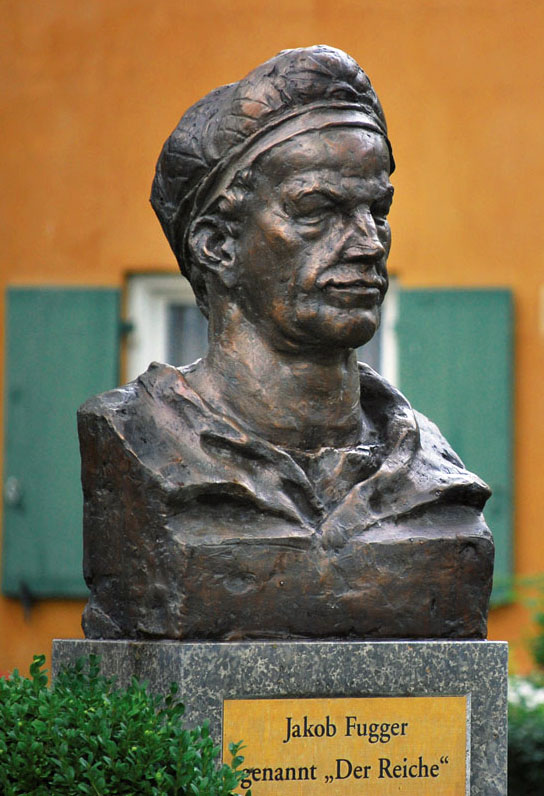
Denkmal Jakob Fuggers

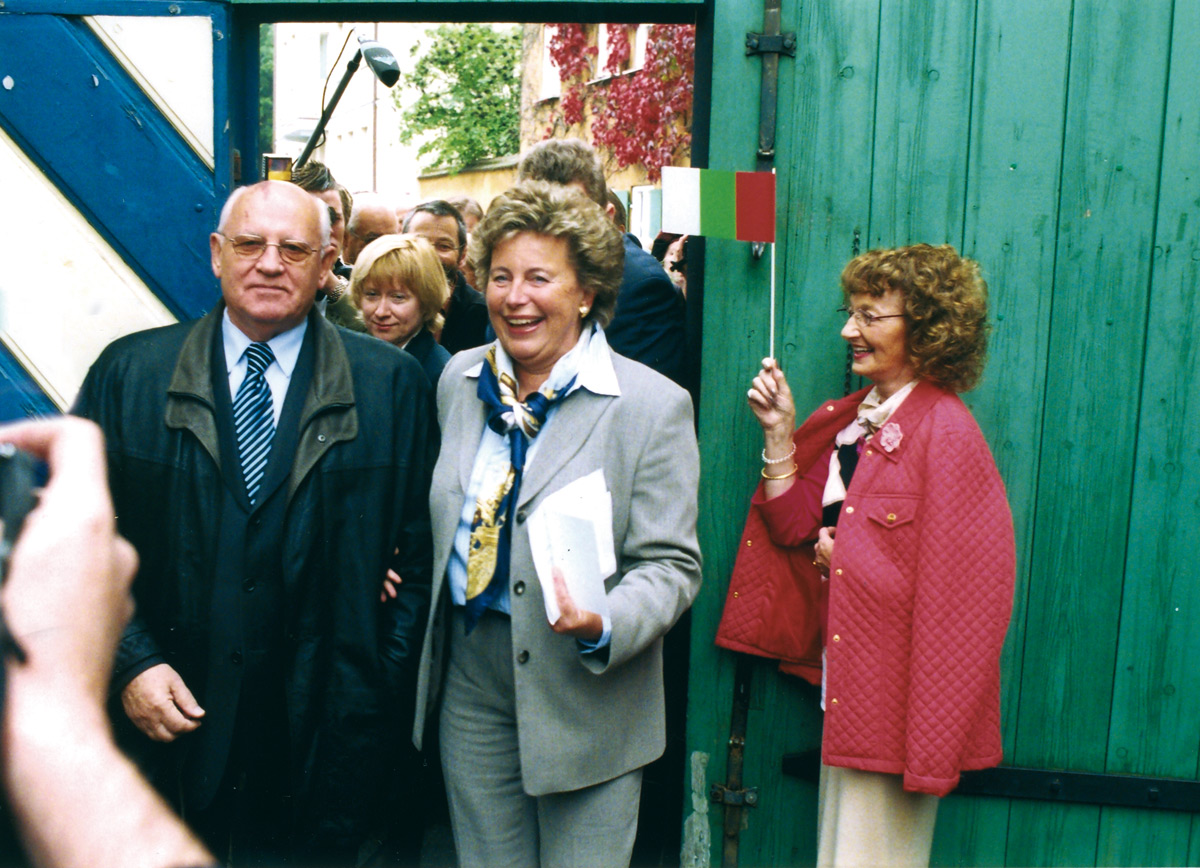
Maria Elisabeth Gräfin Thun-Fugger mit Michail Gorbatschow bei dessen Fuggerei-Besuch 2005

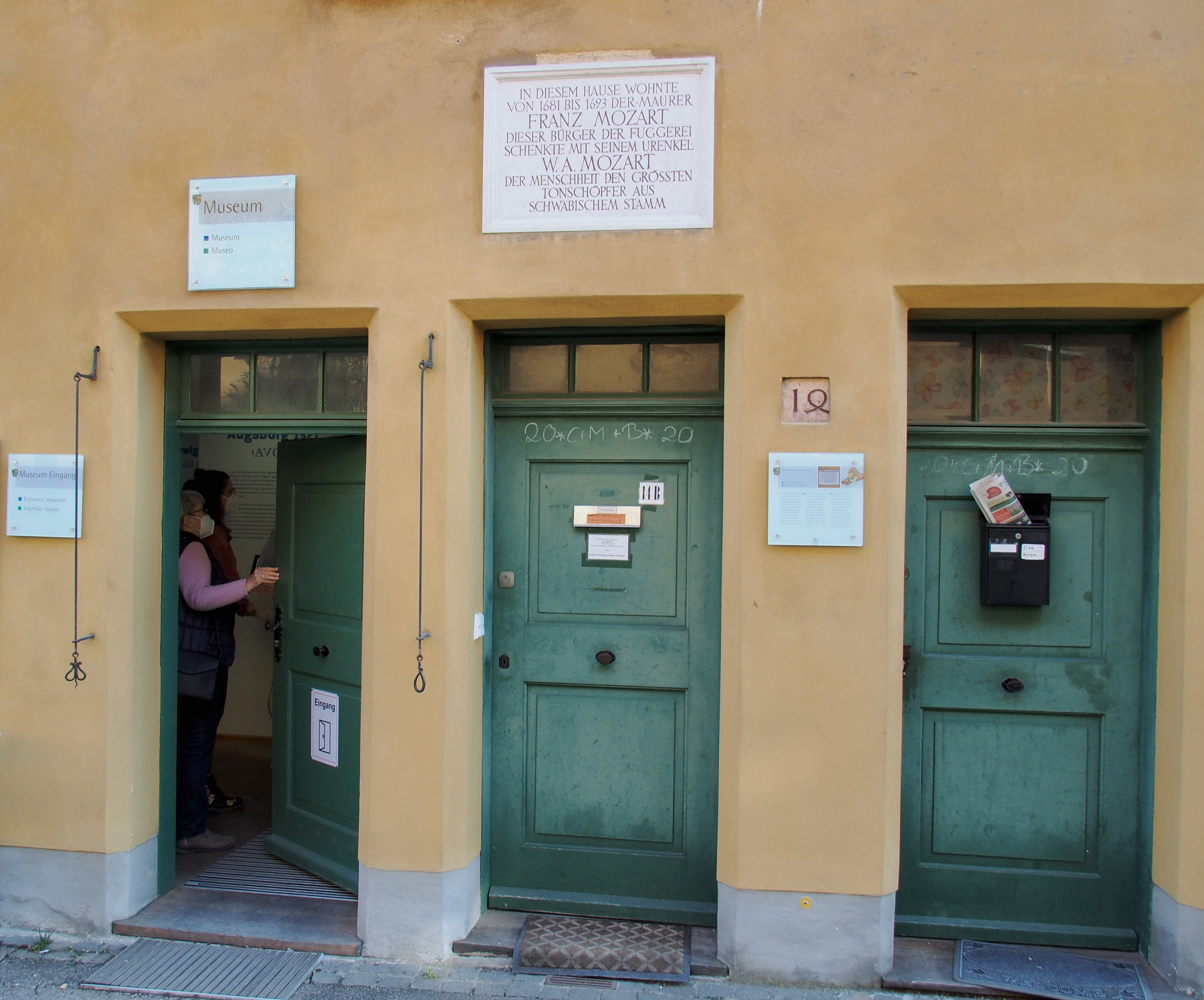
Eingang zur Wohnung und Gedenktafel Franz Mozarts

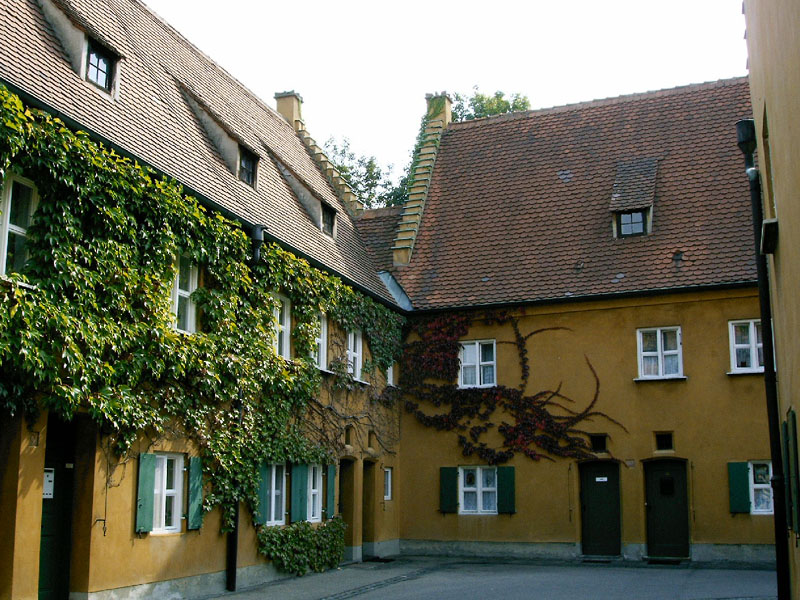
Ecke in der Fuggerei

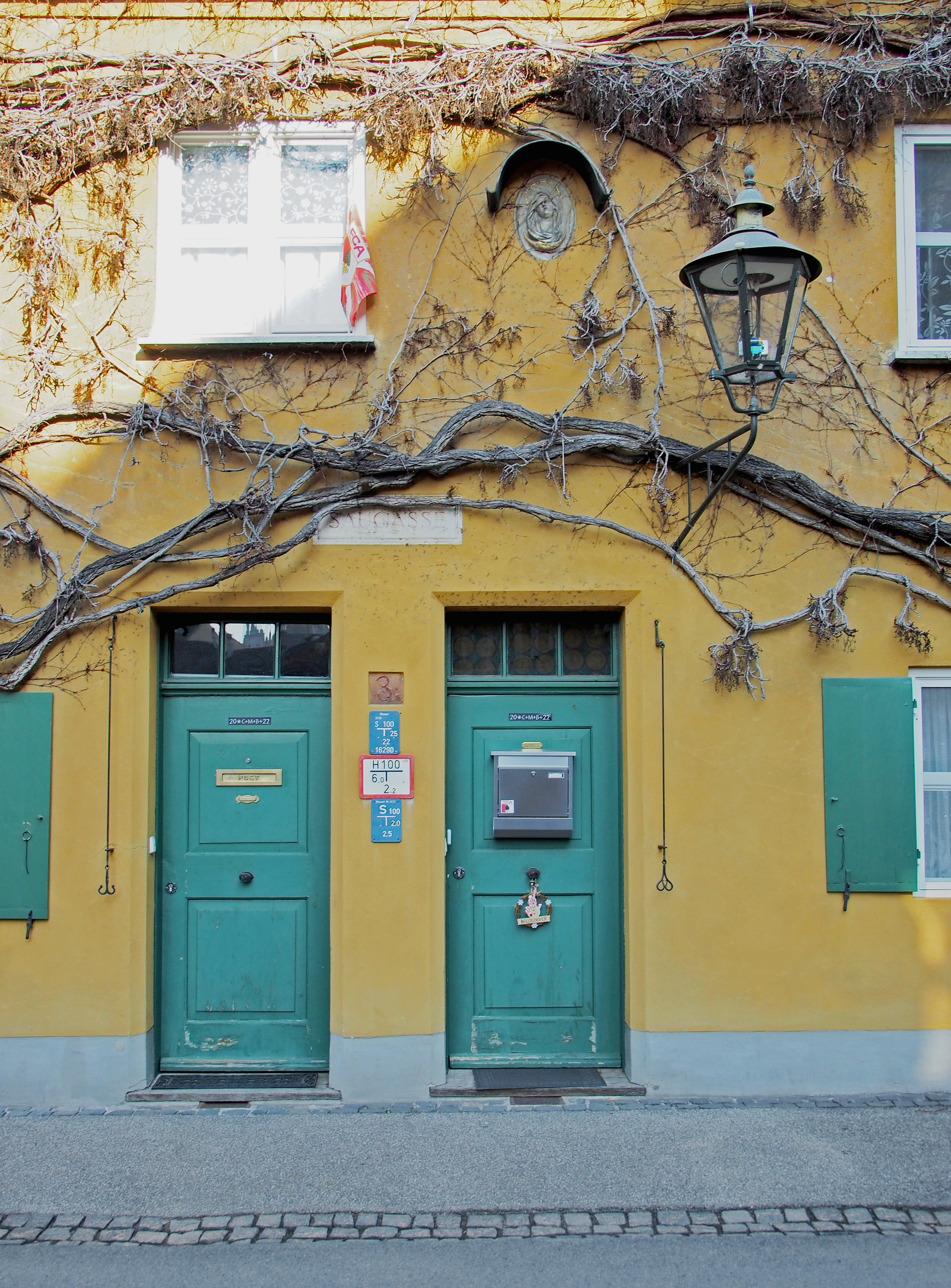
Wohnungseingänge in der Saugasse

Die Fuggerei wurde am 23. August 1521 von Jakob Fugger als Wohnsiedlung für bedürftige Augsburger Bürger gestiftet. Im Stiftungsbrief wurde festgelegt:

„Namlich so sollen soliche hewser Fromen Armen taglönern und handtwerckern und burgern und inwonern dieser stadt Augsburg, die es notturftig sein und am besten angelegt ist, umb gottes willen gelichen und darin weder schankung muet und gab nit angesehen ...“

Erbaut wurde die Anlage zwischen 1516 und 1523 unter Federführung des Baumeisters Thomas Krebs. Damals entstanden 52 Häuser in sechs Gassen, in jedem Haus waren zwei Wohnungen untergebracht. Eines der Häuser war für Verwaltungsaufgaben vorgesehen, weshalb nur 102, und nicht 104 Wohnungen zur Verfügung standen. Die nach weitestgehend standardisierten Grundrissen erstellten Wohnungen in den durchwegs zweigeschossigen Häusern waren für die Verhältnisse der Entstehungszeit großzügig geplant. Geradezu modern war die Konzeption der Fuggerei als Hilfe zur Selbsthilfe. Die Sozialsiedlung war für von Armut bedrohte Handwerker und Taglöhner gedacht, die aus eigener Kraft, zum Beispiel wegen einer Krankheit, keinen eigenen Haushalt führen konnten. Sie konnten innerhalb und außerhalb der Fuggerei ihrem Broterwerb nachgehen und sollten im Fall der wirtschaftlichen Erholung wieder ausziehen. Den Bewohnern der Fuggerei blieb eine für die damalige Zeit geradezu luxuriöse Privatheit erhalten.
Die Fuggerei beherbergte bis ins 20. Jahrhundert vor allem Familien mit oft mehreren Kindern. In die Sozialsiedlung durften nur „würdige Arme“ einziehen. Bettler wurden nach dem Willen des Stifters nicht aufgenommen.
Ihren Namen erhielt die „Fuckerey“ schon 1531. Der erste Fuggerei-Geistliche war der 1925 heiliggesprochene Jesuit Petrus Canisius. 1581/82 errichtete der Baumeister Hans Holl in der Siedlung die von Markus und Philipp Eduard Fugger gestiftete Kirche St. Markus. Im Dreißigjährigen Krieg wurde die Fuggerei von den Schweden bis 1642 weitgehend zerstört. Von 1681 bis zu seinem Tod 1694 lebte Franz Mozart, der Urgroßvater des Komponisten Wolfgang Amadeus Mozart, in der Fuggerei. Erweiterungen der Fuggerei erfolgten in den Jahren 1880 und 1938.
Im Zweiten Weltkrieg wurde die Siedlung bei den britischen Luftangriffen vom 25. auf den 26. Februar 1944 zu rund zwei Dritteln zerstört. Die Royal Air Force traf die Anlage in zwei aufeinanderfolgenden Angriffswellen schwer. Bereits am 1. März 1944 fasste das Fürstlich und Gräflich Fuggersche Familienseniorat den schriftlichen Beschluss zum Wiederaufbau. Dabei sollte das historische Erscheinungsbild bewahrt und lediglich behutsame Modernisierungen an technischen und sanitären Einrichtungen vorgenommen werden.
Ab 1945 begann der Wiederaufbau der Sozialsiedlung mit Mitteln aus der Stiftung nach den Plänen von Raimund von Doblhoff, der sich eng am ursprünglichen Baukonzept orientierte. Bereits am 4. September 1947 konnten die ersten drei rekonstruierten Häuser in der Herrengasse bezogen werden. In den 1950er Jahren war der Wiederaufbau weitgehend abgeschlossen. Bis 1973 wurde die Fuggerei durch Zukauf angrenzender Trümmergrundstücke um etwa ein Drittel auf 67 Häuser mit insgesamt 140 Wohnungen erweitert.
Älter und damit Vorläufer der Fuggerei sind beispielsweise die Beginenhöfe in Belgien, nachdem im 13. Jahrhundert der rein religiöse Charakter aufgegeben und sie zu karitativen Zwecken umgewidmet worden waren, die Seelhäuser in Nördlingen sowie in Augsburg selbst die sogenannten St. Antonspfründe.

## Fuggerei heute
Die meisten Wohnungen in der Fuggerei sind etwa 60 Quadratmeter groß und haben einen eigenen Eingang. Die im Erdgeschoss liegenden Wohnungen verfügen fast alle über einen Garten, die im Obergeschoss über einen Speicher. Die Wohnungen sind an das Fernwärmenetz der Stadt Augsburg angeschlossen. Die mechanischen Türglocken, die per Zug betätigt werden, sind auch im Zeitalter der Elektrik durchwegs erhalten. Die Gehänge und Handgriffe der alten Glocken unterscheiden sich, angeblich, um in der dunklen Fuggerei (es gab noch keine Straßenbeleuchtung) Verwechslungen zu vermeiden. Die Aufnahmebedingungen sind immer noch dieselben wie zur Zeit der Gründung: Wer in der Fuggerei wohnen will, muss Augsburger, katholisch und gut beleumundet sein. Die Jahres(kalt)miete für eine Wohnung in der Fuggerei beträgt bis heute den nominellen, inflationsunbeachteten Wert eines Rheinischen Gulden (umgerechnet 0,88 Euro). Die Nebenkosten tragen die Mieter (85,– Euro seit 1. Juli 2013).
Das Ensemble mit acht Gassen und drei Toren ist eine „Stadt in der Stadt“ mit eigener Kirche, „Stadtmauern“ und mehreren „Stadttoren“. Seit dem Jahr 2006 ist für Besucher allerdings nur noch ein Tor geöffnet, das jeden Abend von 22 Uhr bis 5 Uhr vom Nachtwächter geschlossen wird. Fuggereibewohner, die bis 24 Uhr durch das Ochsentor zurückkehren, geben dem Nachtwächter einen Obolus von 0,50 Euro, danach einen Euro. Ab 5 Uhr ist das Haupttor wieder offen. Der Besitz der Fuggereistiftung besteht aus Wäldern und Immobilien und finanziert die Sozialsiedlung bis heute. Als neue wirtschaftliche Einnahmequelle kam ab 2006 der Tourismus hinzu.
Verwaltet wird die Fuggerei als eine von neun Fuggerschen Stiftungen durch die Fürstlich und Gräflich Fuggersche Stiftungs-Administration. Stiftungs-Administrator ist Wolf-Dietrich Graf von Hundt. Das Aufsichtsgremium der Verwaltung ist das Fürstlich und Gräflich Fuggersche Familienseniorat. Seit dem Jahr 2004 führt mit Maria Elisabeth Gräfin Thun-Fugger erstmals eine Frau den Vorsitz des Familienseniorats. Hubertus Fürst Fugger-Babenhausen und Markus Graf Fugger-Babenhausen sind in ihm ebenso vertreten, wie bis zu seinem Tod Albert Graf Fugger von Glött.

Ansichten
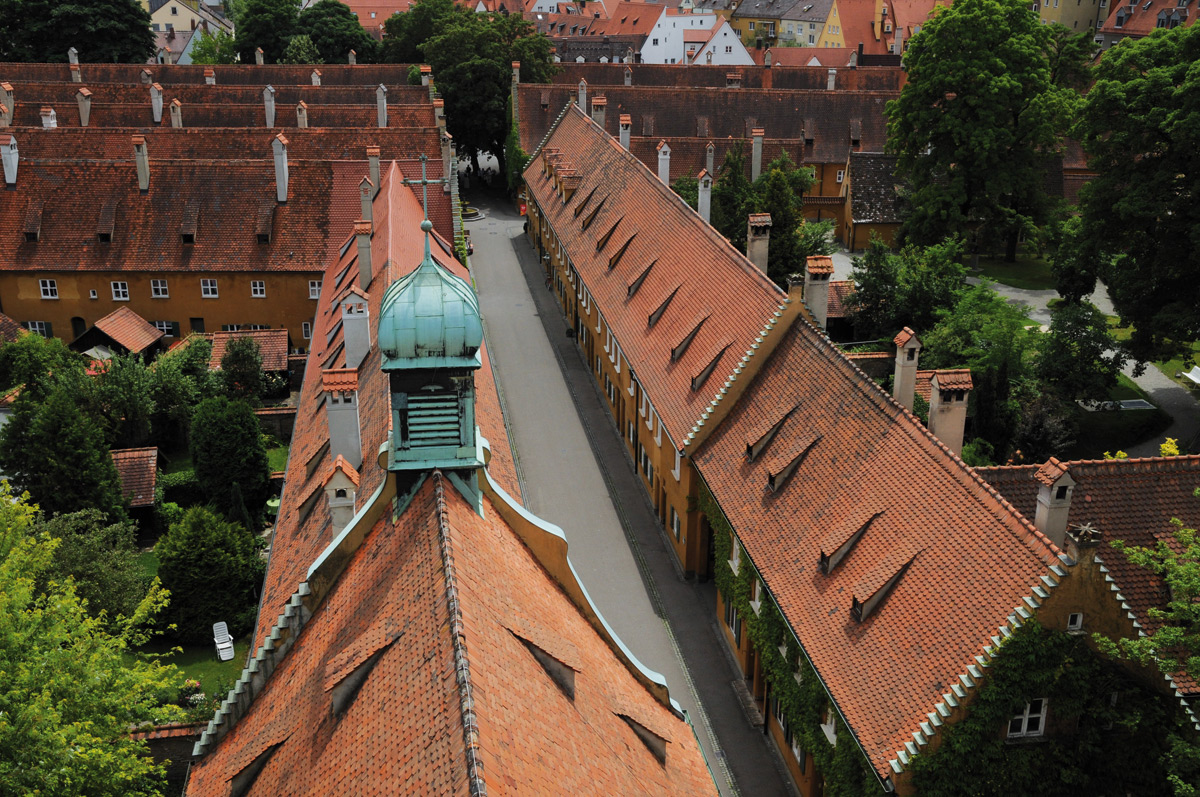
Markuskirche und Herrengasse
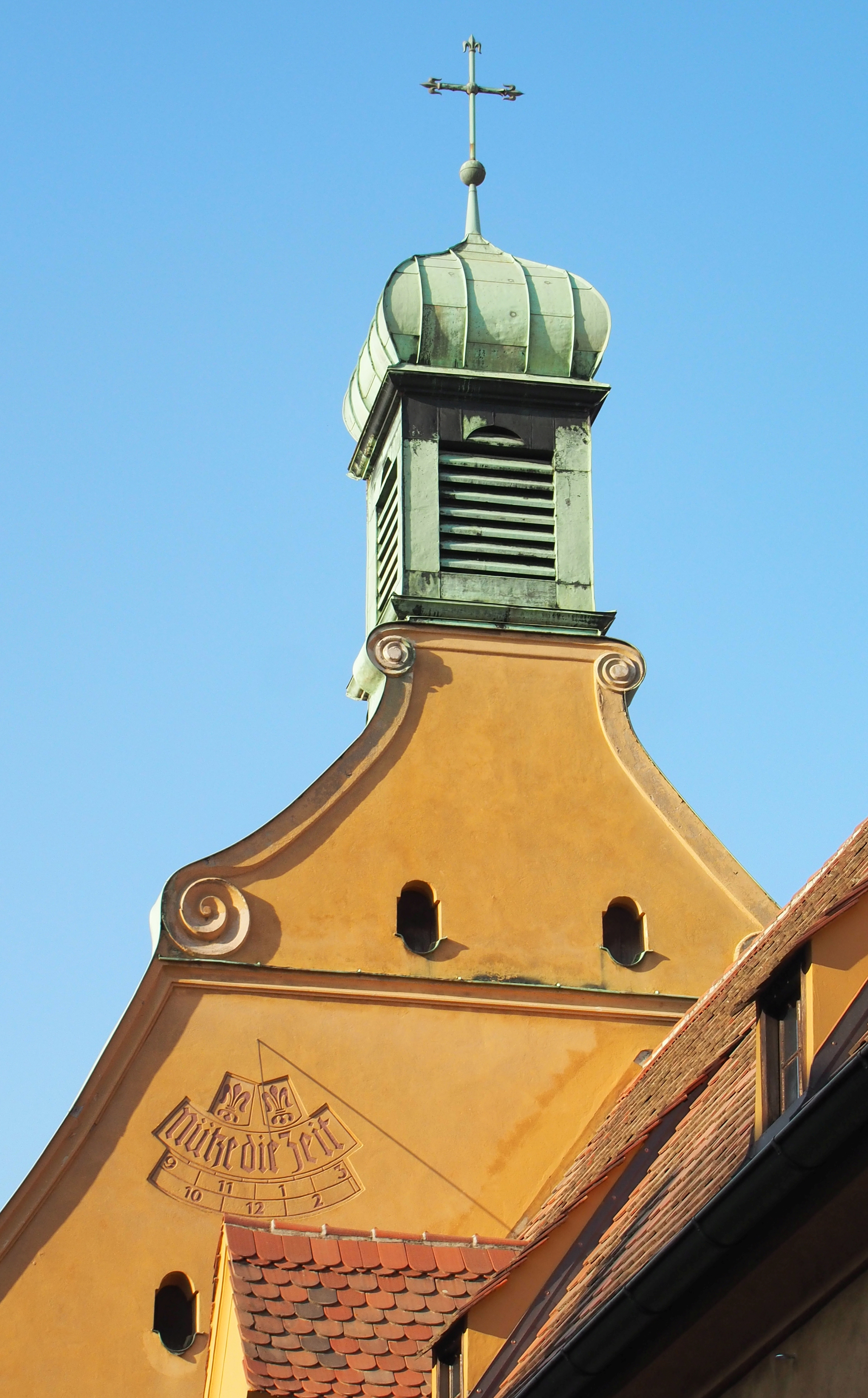
Sonnenuhr an St. Markus
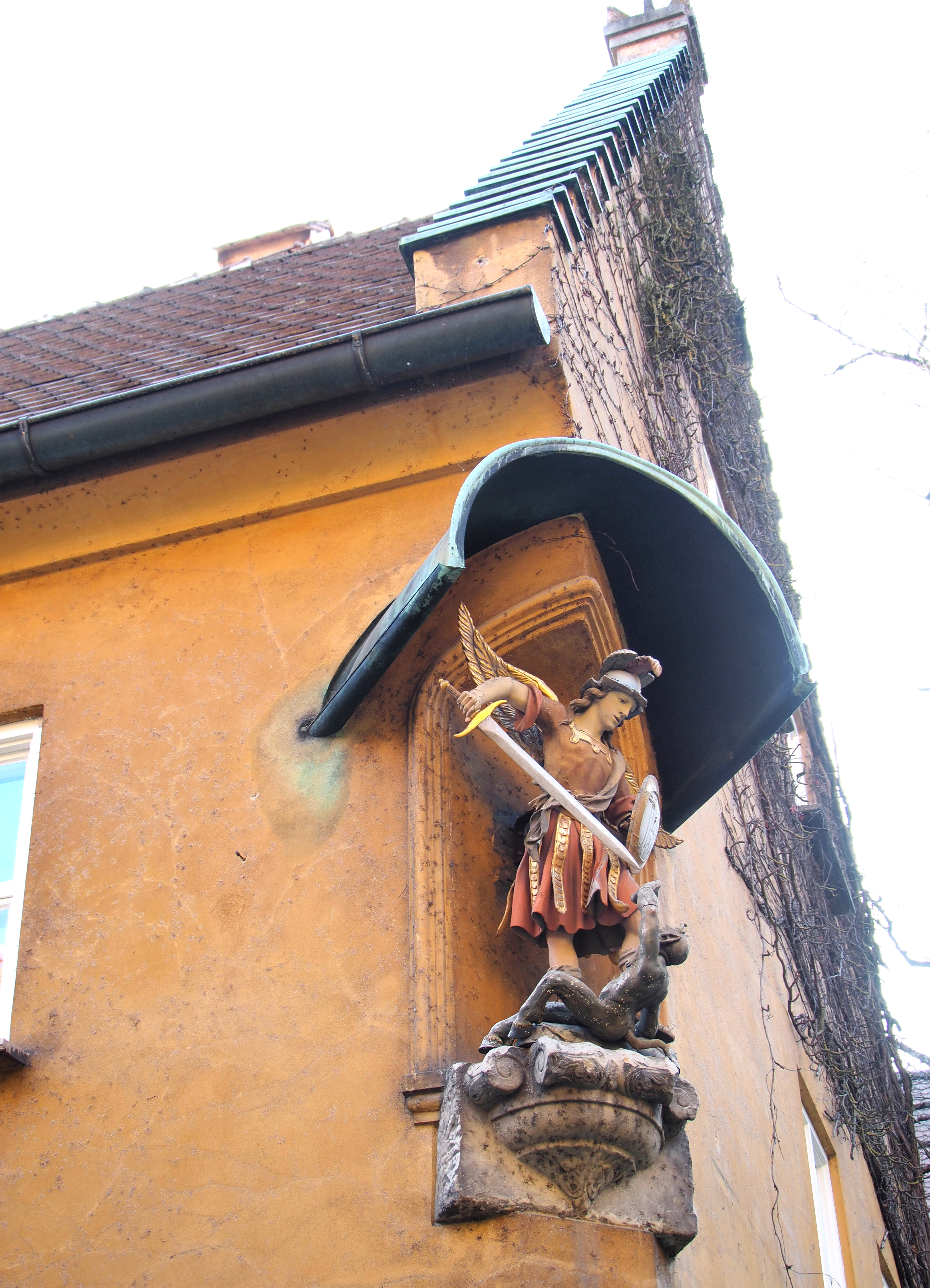
Hausheiliger in der Herrengasse
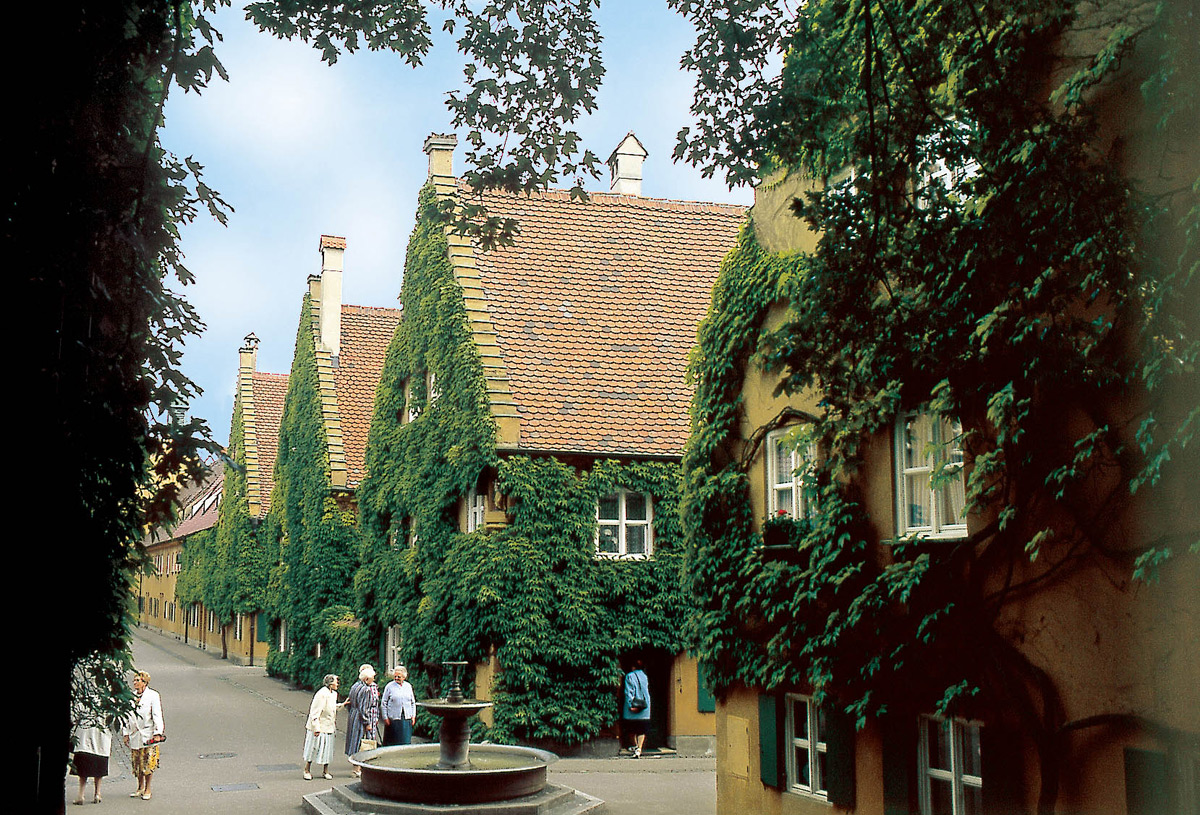
Blick in die Herrengasse von Süden
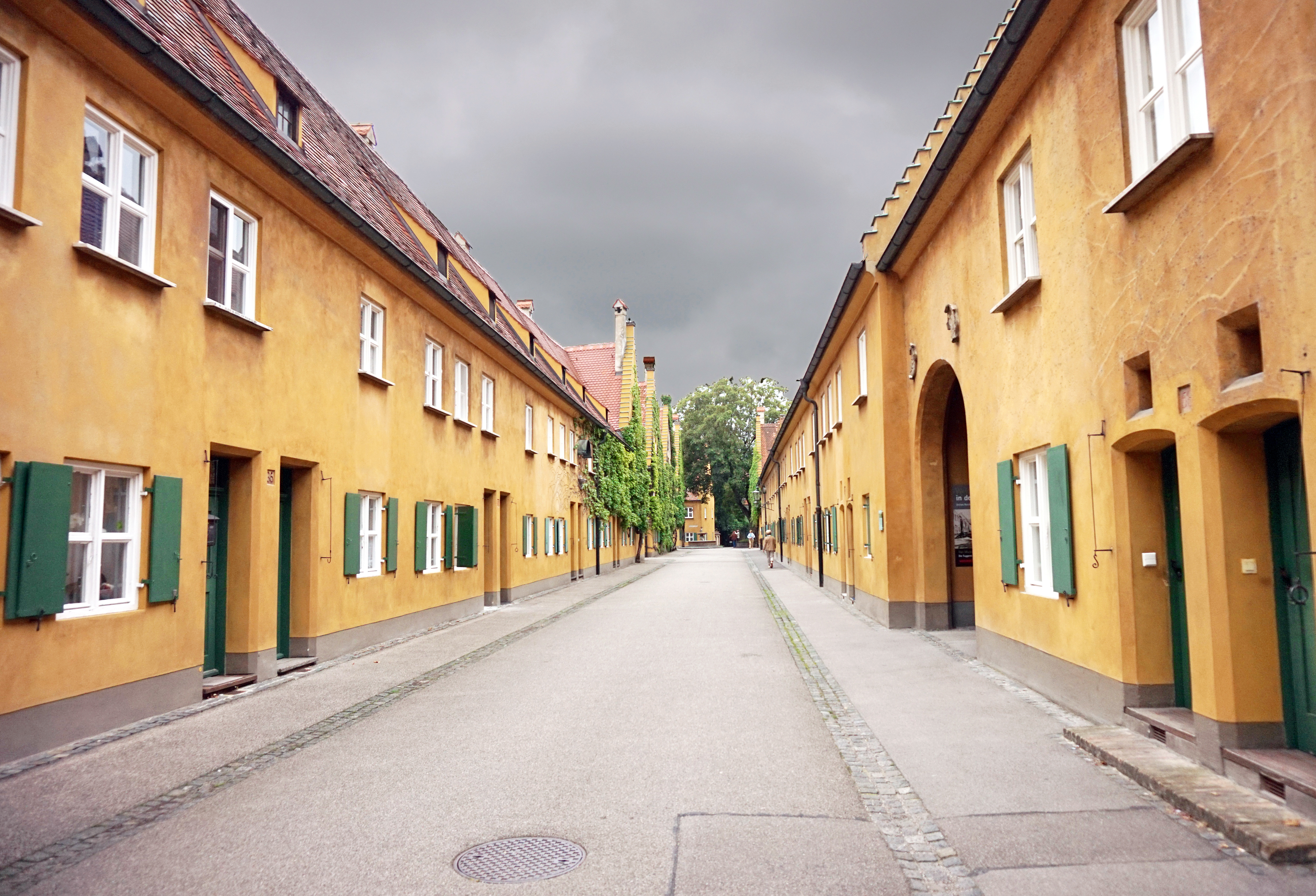
Herrengasse

### Tourismus in der Fuggerei
Die Fuggerei ist neben dem Augsburger Rathaus das wohl beliebteste touristische Ziel in der Stadt. Ihr Besuch kostet seit 2006 Eintritt, der zur Erhaltung der Fuggerei verwendet wird. Im Jahr 2006 wurde das Fuggereimuseum erheblich erweitert und neu gestaltet. Es beherbergt auch die letzte im Originalzustand erhaltene Wohnung, die im Stil des 18. Jahrhunderts eingerichtet wurde. Seit dem Jahr 2007 zeigt eine komplett eingerichtete Schauwohnung in der Ochsengasse, wie Fuggereibewohner heute leben. Im Jahr 2008 entstand das Museum im „Weltkriegsbunker in der Fuggerei“. Im erhaltenen Luftschutzbunker von 1943 werden die Entstehungsgeschichte des Bauwerks, die Augsburger Bombennacht vom 25./26. Februar 1944, die Wiederaufbaujahre und die Erweiterung der Fuggerei bis 1973 dokumentiert.
Im Fuggereimuseum, in der Schauwohnung und im Weltkriegsbunker erklären jeweils Filme die Geschichte der Stiftung und der Stifterfamilie. Mehrere Sehenswürdigkeiten in der Fuggerei – von der Kirche bis zum Wohnhaus Franz Mozarts – sind seit 2006 in den Sprachen Deutsch, Italienisch und Englisch beschildert. Im Jahr 2007 wurde in der Fuggerei das erste und bislang einzige Augsburger Denkmal für den Stifter der Fuggerei, Jakob Fugger den Reichen, aufgestellt.

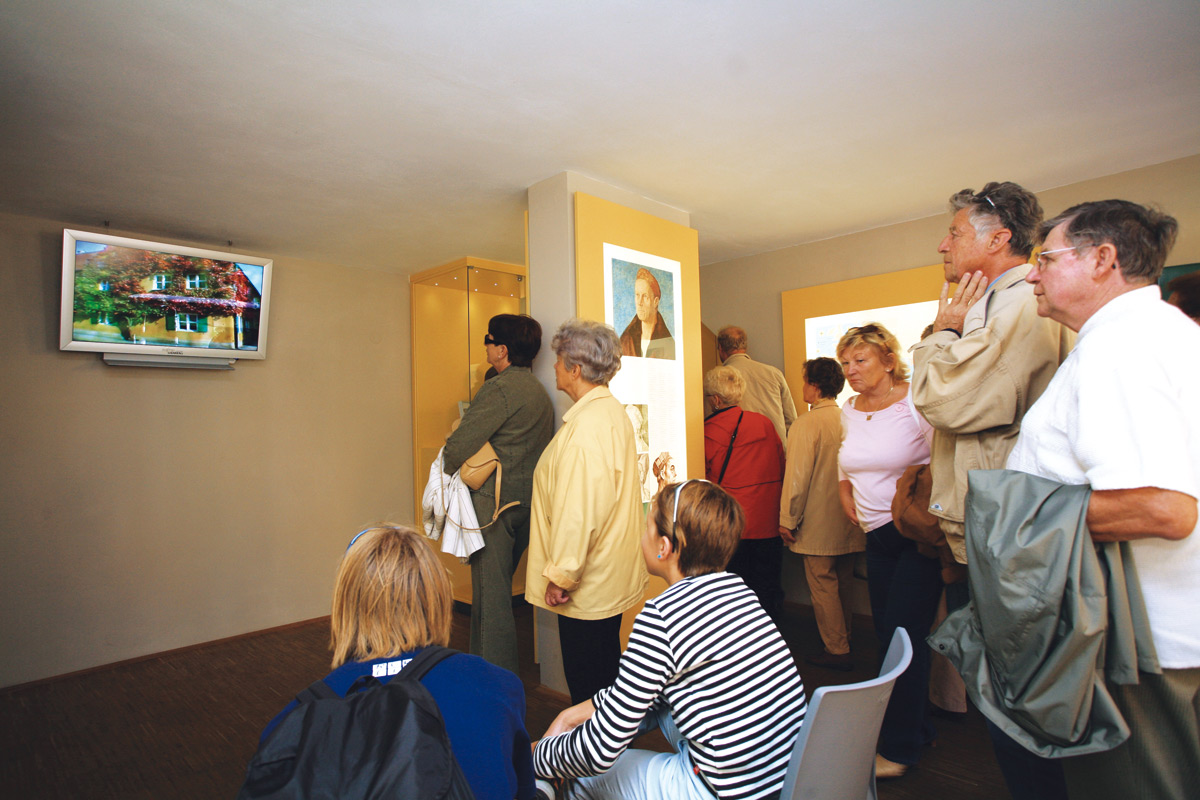
Ein Raum des Fuggereimuseums (2006 neugestaltet)
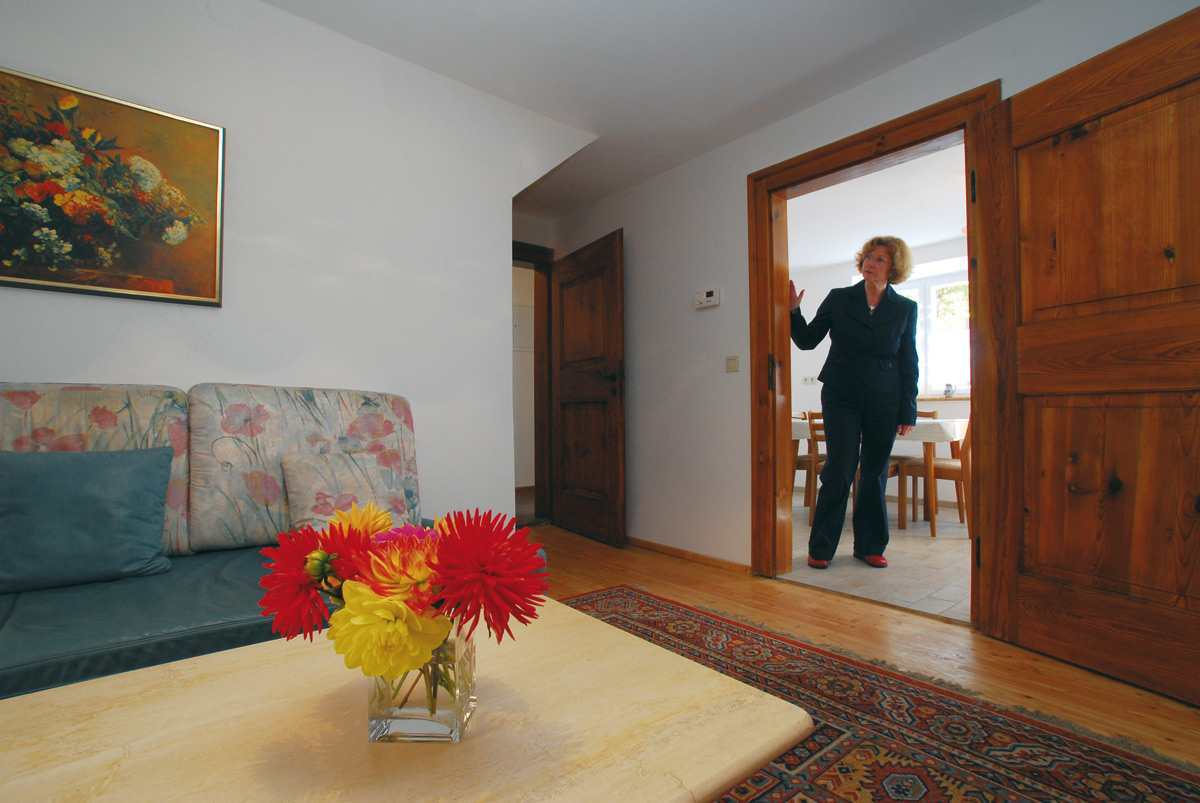
Die 2007 eingerichtete Schauwohnung
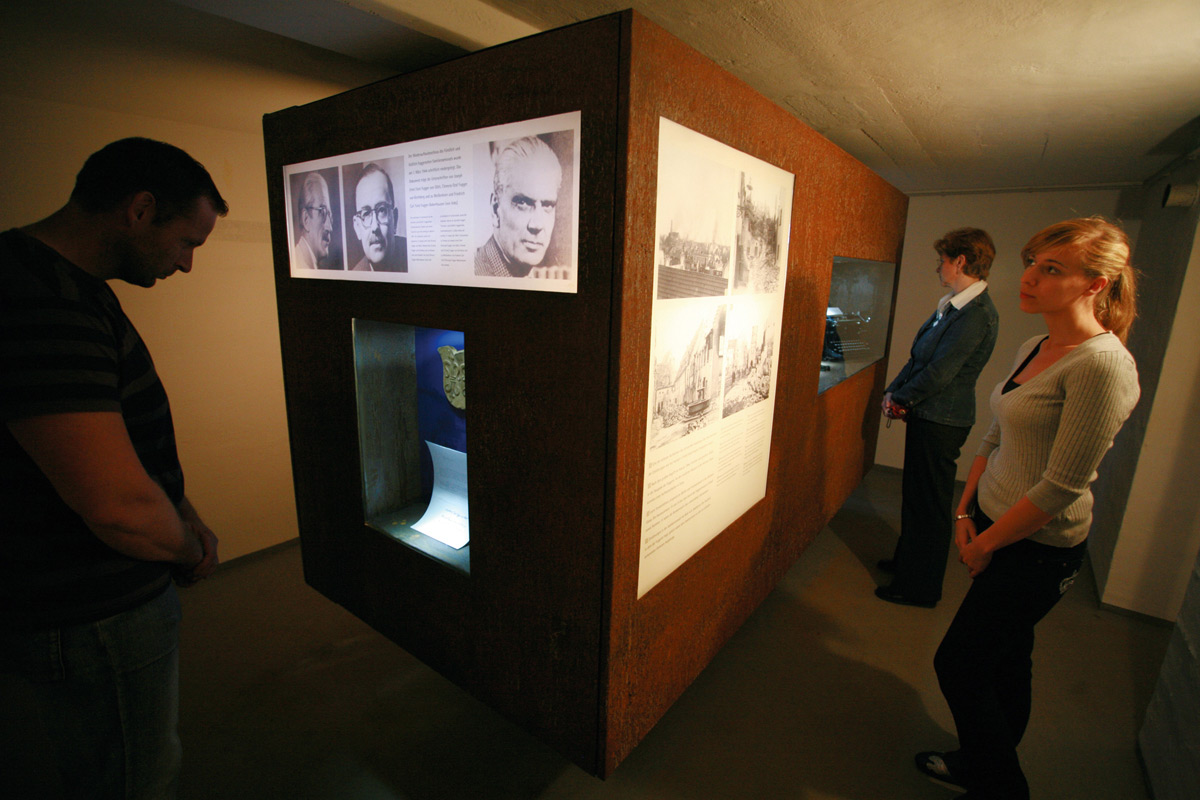
Im Weltkriegsbunker

## Fuggereibrunnen

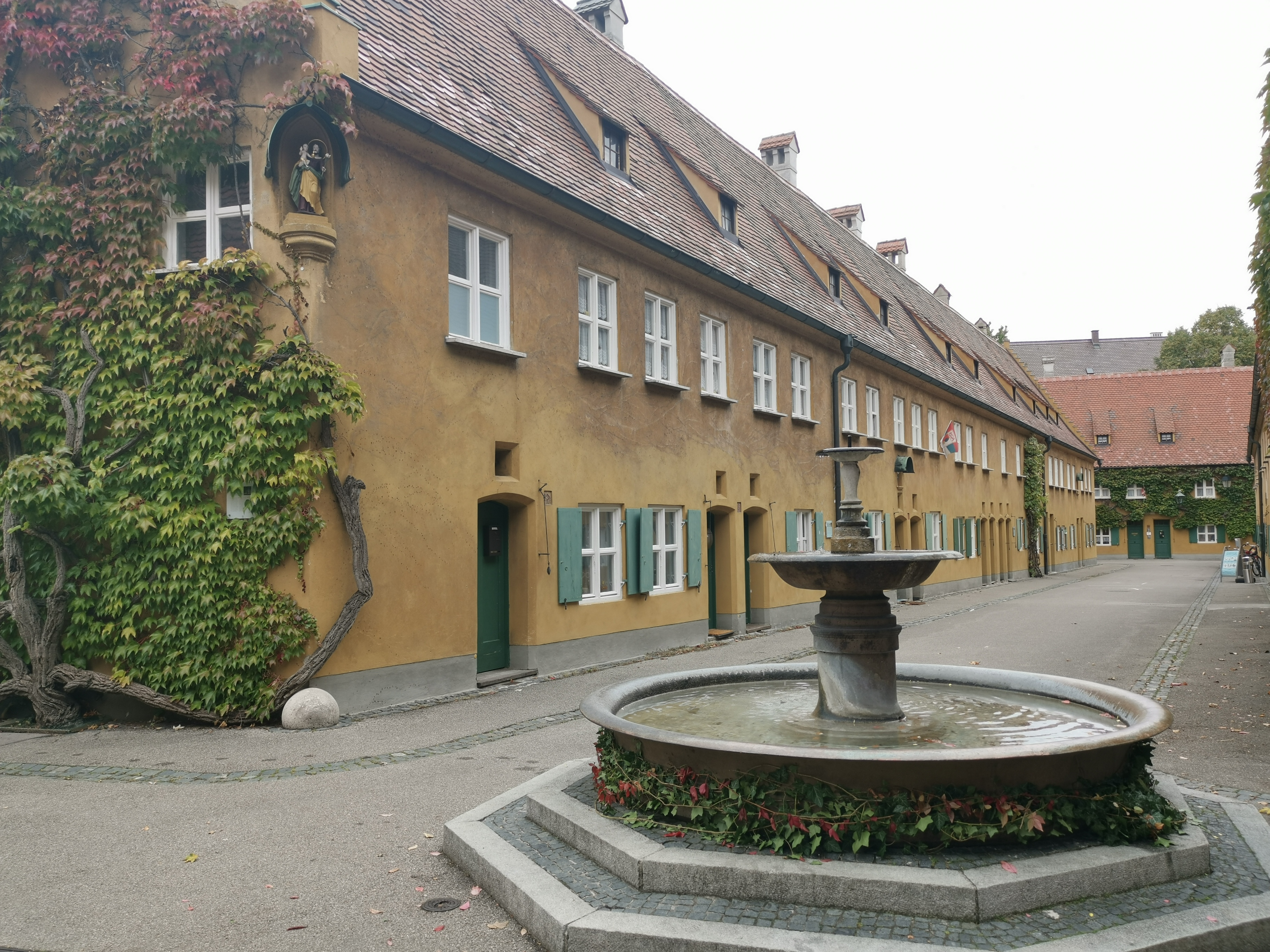
Der Fuggereibrunnen

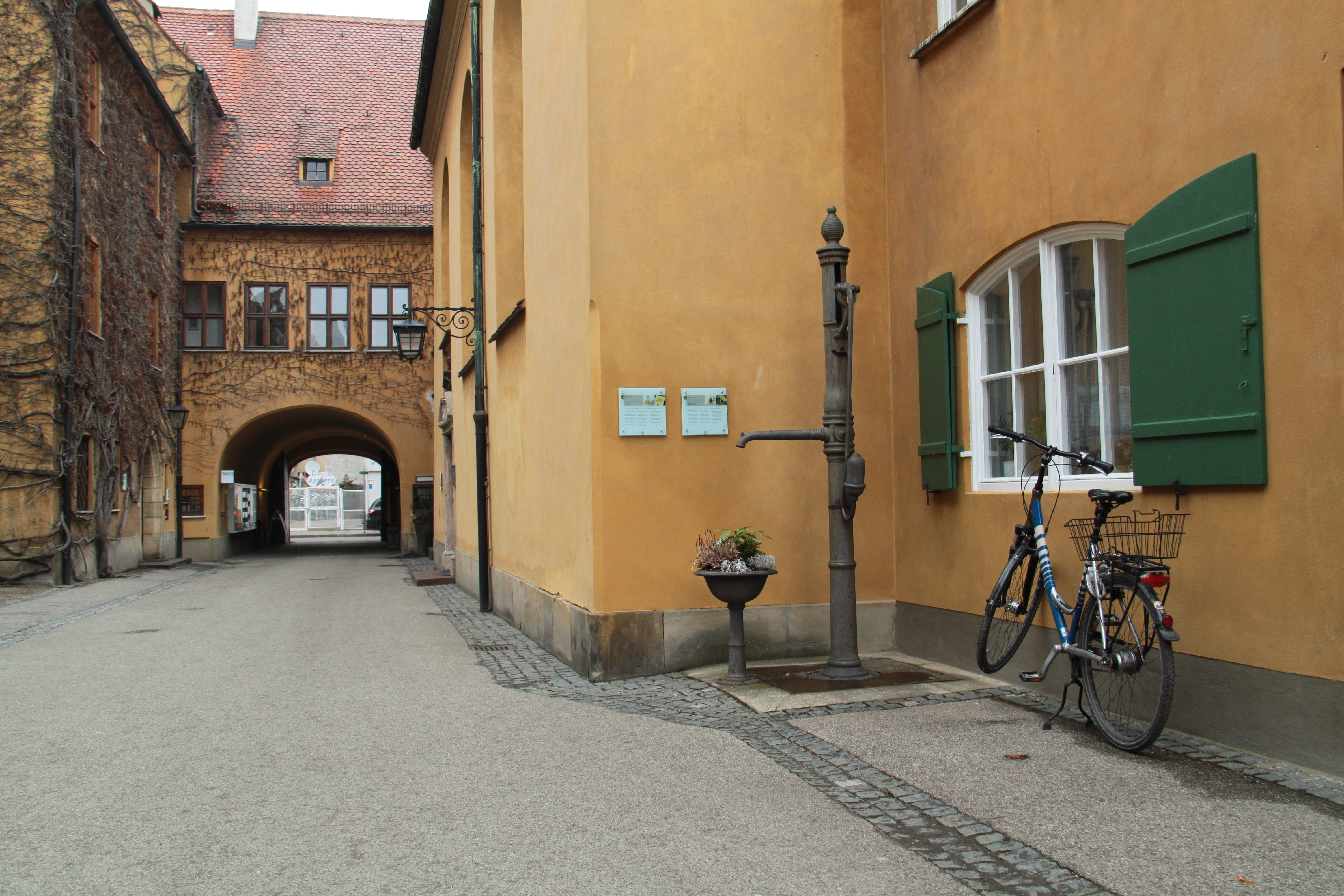
Pumpbrunnen neben dem Markuskirchlein

Inmitten der Fuggerei, also an der Kreuzung der Herrengasse mit der Ochsengasse bzw. Mittleren Gasse, befindet sich der Fuggereibrunnen, der auch Markusbrunnen genannt wird. Er besteht aus einem bauchigen, gusseisernen Wasserbecken, aus dem sich eine schlichte Säule mit zwei verschieden großen Wasserschalen erhebt. Es handelt sich dabei um den dritten Brunnen an dieser Stelle seit Gründung der Fuggerei.
Der erste Brunnen wurde 1599 auf Kosten der Freien Reichsstadt Augsburg errichtet. Es handelte sich dabei um einen Springbrunnen aus Holz. Im Jahre 1744 ersetzte man den hölzernen Brunnen durch einen Steinbrunnen, der von Steinmetzmeister Sebastian Ingerl hergestellt wurde. Im Jahre 1846 kam schließlich das heute noch bestehende, gusseiserne Wasserbecken in die Fuggerei. Es hatte zuvor am Königsplatz gestanden und wurde dort durch den neuen Thormann-Brunnen ersetzt.
Neben den genannten Brunnen gab es in der Fuggerei zusätzlich mehrere Pumpbrunnen mit eisernem Schwengel. Ein Exemplar ist erhalten geblieben und steht in der Herrengasse neben dem Markuskirchlein.

## Persönlichkeiten
Seit 2017 wohnt der prominente Zauberkünstler Erhard Smutny alias „Hardy“ in der Fuggerei.

## Philatelistisches
Mit dem Erstausgabetag 5. August 2021 gab die Deutsche Post AG ein Sonderpostwertzeichen im Nennwert von 80 Eurocent anlässlich der 500 Jahre Fuggerei in Augsburg heraus. Der Entwurf stammt von der Grafikerin Sandra Ellen Hoffmann Robbiani aus Bern.

### Sachbücher
- Martin Kluger: Die Fugger in Augsburg. Geschäfte mit Kirche und Kaiser. 1. Auflage. context verlag Augsburg, Augsburg 2020, ISBN 978-3-946917-22-9.
- Astrid Gabler (Hrsg.): Die Fuggerei: 500 Jahre. Carl Hanser Verlag, München 2020, ISBN 978-3-446-26351-2.
- Martin Kluger: Die Fugger. Die deutschen Medici in und um Augsburg. 1. Auflage. Context Verlag Augsburg, Augsburg 2009, ISBN 978-3-939645-13-9.
- Martin Kluger: Die Fuggerei. Ein Führer durch die älteste Sozialsiedlung der Welt. 1. Auflage. context Medien und Verlag, Augsburg 2009, ISBN 978-3-939645-16-0.
- Ulrich Fugger von Glött: Die Fuggerei. Die älteste Sozialsiedlung der Welt. Wißner, Augsburg 2003, ISBN 3-89639-397-9.
- Benjamin Scheller: Memoria an der Zeitenwende. Die Stiftungen Jakob Fuggers des Reichen vor und während der Reformation. Akademie, Berlin 2004, ISBN 3-05-004095-5.
- Marion Tietz-Strödel: Die Fuggerei in Augsburg. Studien zur Entwicklung des sozialen Stiftungsbaus im 15. und 16. Jahrhunderts. Mohr, Tübingen 1982, ISBN 3-16-844570-3.
- Franz Herre: Die Fugger in ihrer Zeit. 12. Auflage. Wißner-Verlag, Augsburg 2005, ISBN 3-89639-490-8.
- Benjamin Scheller: Memoria an der Zeitenwende. Die Stiftungen Jakob Fuggers des Reichen vor und während der Reformation. Akademie, Berlin 2004, ISBN 3-05-004095-5.
- Mathias Wallner, Heike Werner: Architektur und Geschichte in Deutschland. München 2006, ISBN 3-9809471-1-4, S. 60–61.

### Belletristik
- Günter Ogger: Kauf dir einen Kaiser / Die Geschichte der Fugger. Roman. Droemer Knaur, 1979.
- Peter Garski: Das Fuggerei-Phantom. A-C-Verlag, Augsburg 2005, ISBN 3-923914-62-8.
- Reiner Schmidt: Barfuß durch die Finstere Gaß'. Eine Kindheit in der Fuggerei. Wißner, Augsburg 2003, ISBN 3-89639-412-6.